# Marika Gombitová
Marika Gombitová, vlastním jménem Mária Gombitová (* 12. září 1956 Turany nad Ondavou) je slovenská popová zpěvačka a skladatelka.

## Život
Marika Gombitová se narodila v Turanech nad Ondavou na východě Slovenska. Vyrůstala v hudebně založené rodině, otec hrál na housle, v kostele na varhany a také zpíval. Má sestru a tři bratry. Studovala hru na klavír v Lidové škole umění ve Stropkově, vyhrála i okresní soutěž kytaristů, ale nejvíc milovala zpěv a svůj vzor, americkou zpěvačku Janis Joplin. Zpívat začala jako třináctiletá se svými bratry v amatérské skupině Matador.
Během studia na Střední průmyslové škole strojnické v Košicích (absolvovala v roce 1976) zpívala ve skupině Profily (1972–1974) a také v košických tanečních orchestrech J. Olajoše a J. Szabadoše.
V roce 1976 přijala nabídku Jána Lehotského připojit se k jeho skupině Modus a 1. července se tak stala profesionální zpěvačkou. Zprvu hrála na conga a měla na starosti sbory. Vytrvale na sobě pracovala a brzy se stala hlavní zpěvačkou skupiny. Skupině se podařilo prosadit se s výhradně původním repertoárem, do roku 1980 nahrála dvě řadová alba a jedno anglické. Kapela Modus absolvovala během pěti sezon několik set koncertů doma i v zahraničí (Německo, Polsko, Maďarsko, Jugoslávie, Bulharsko, Rusko, Vietnam a Laos).
V tomto období nahrála i Marika Gombitová svá první dvě řadová alba – Dievča do dažďa (1979) a Môj malý príbeh (1981). Od začátku kariéry měla štěstí na dobré autorské zázemí. Spolupracovala s předními osobnostmi slovenské hudební scény (Ján Lehotský, Pavol Hammel, Marián Varga, Ján Lauko) a zvláště dlouholetým spojením s básníkem a textařem Kamilem Peterajem vytvořila styl, propojující rock a pop s šansonem a poezií.
Samostatnou kapitolou jsou úspěchy na Bratislavské lyře, nejvýznamnějším slovenském hudebním festivalu. Se skupinou Modus se zde představili poprvé v roce 1976 v nesoutěžní části. Rok 1977 už přinesl kapele vítězství v podobě zlaté Bratislavské lyry za píseň Úsmev. V dalším ročníku (1978) soutěžila Gombitová jako sólistka s písní Študentská láska a vyzpívala zlato v domácí i mezinárodní soutěži. V roce 1979 prezentovala baladu Vyznanie a získala stříbro. V roce 1980 byla oceněná bronzovou Bratislavskou lyrou za duet s Jánem Lehotským Tajomstvo hier.
Talent Mariky Gombitové brzo překročil i hranice vlasti – jednu z cen získala na Schlagerfestivalu v Drážďanech a vrcholem bylo vítězství na mezinárodním písňovém festivalu Intervize v polských Sopotech 1980 (s písněmi Vyznanie a Chcem sa s tebou deliť).
V roce 1980 si zahrála hlavní roli v dnes již kultovním televizním muzikálu Neberte nám princeznú. Posledního listopadu 1980, při návratu z koncertu v Brně, následkem dopravní nehody ochrnula od sedmého obratle dolů.
Symbolem její nezdolné vůle se stalo vystoupení na Bratislavské lyře a v létě 1981 nahrávání alba Slnečný kalendár.
I po nehodě pokračovala v koncertování, její dvě koncertní turné Mince na dne fontán a Adresa ja, adresa ty trvala celkem pět sezon. Vystupovala s nimi po celém Československu a čtyřikrát vyprodala pražskou Lucernu. S druhým turné získala hlavní cenu v celostátní soutěži koncertních programů.
Po více než 150 sólových koncertech v období 1983–1987 se soustředila především na televizní a charitativní vystoupení. Do konce roku 1980 natočila pět desítek televizních programů a od té doby dalších 110.
Ke dvěma sólovým albům, natočeným před úrazem, Marika Gombitová vydala dalších sedm a tři anglické verze. Podílela se i na dvou albech skupiny Modus.
Na dvojalbum Mince na dne fontán z roku 1983 si první polovinu skladeb složila sama a druhou Ján Lehotský. Za toto album získala Zlatý erb Opusu – za nejlepší nahrávku roku.
V roce 1984 vyšlo páté album No. 5 – autorkou všech písní je Gombitová. Aranžérsky se podíleli Laco Lučenič a Peter Breiner.
I na dalších albech si složila většinu skladeb. Písně ze šestého alba Voľné miesto v srdci (1986) tvořily základ koncertního turné Adresa ja, adresa ty.
Na další úspěšné album Ateliér duše (1987), které nahrála s Vašem Patejdlem, zařadila i duet s Karlem Gottem Neznámy pár. S názvem Ateliér duše také vyšla první hudební videokazeta na slovenském trhu.
Jako první slovenská zpěvačka se Gombitová objevila v rakouské hitparádě Die Grossen Zehn. Na pozvání Stevieho Wondera si s ním dvakrát zazpívala během jeho návštěvy Bratislavy. Ve dnech sametové revoluce vznikalo ve spolupráci s Andrejem Šebanem album Kam idú ľudia? (1990).
Deváté řadové album Zostaň natočila v roce 1994 společně s Vašem Patejdlem a Gabem Dušíkem.
V roce 1996 získala cenu Grand Prix Svazu autorů a interpretů za celoživotní přínos populární hudbě.
V roce 2000 si Marika Gombitová složila nejen hudbu, ale i text k písni Prosba. Následovaly dva duety s Mirem Žbirkou Nespáľme to krásne v nás (2001) a Tajnosľubná (2005), a také píseň z muzikálu Adam Šangala Tak som chcela všetkých milovať (2007).
V roce 2014 se zapojila jako jediná žena mezi 20 osobnostmi české a slovenské kultury do charitativní akce na podporu lidí bojujících s nepřízní osudu. Od tohoto roku se opět zúčastňuje i dalších charitativních a televizních projektů. V roce 2015 nazpívala titulní píseň Ten príbeh za náš sen stál pro pohádku Sedem zhavranelých bratov. V září 2016 vystoupila jako host na turné Road to Abbey Road Mira Žbirky. V říjnu téhož roku se konal v Bratislavě její narozeninový koncert Marika Gombitová & priatelia a vyšla kniha Úlomky spomienok (Úlomky vzpomínek), první oficiální autobiografie, na jejímž vzniku se Marika osobně podílela. V prosinci 2017 potěšila své fanoušky v Praze vánočním koncertem Sen Mariky Gombitové. V roce 2018 převzala z rukou prezidenta Andreje Kisky Pribinův kříž I. třídy za mimořádné zásluhy o kulturní rozvoj Slovenské republiky v oblasti populární hudby. Ve stejném roce se stala první ženou, která získala Velkou cenu SOZA za celoživotní dílo.
Dodnes se jejích hudebních nosičů prodalo více než milion. V exkluzivní anketě 100 nejlepších slovenských alb je ze všech interpretů zastoupená nejvyšším počtem titulů – devíti alby.
Marika Gombitová nazpívala více než 230 písní, u 64 skladeb je podepsaná jako autorka hudby.
Mnohokrát bodovala v anketách popularity – Zlatý slavík (3× stříbro, 2× bronz), Slovenský slávik (2× zlato), Slávik (5× stříbro, 2× bronz), OTO (zlato, 2× stříbro, bronz, Síň slávy).
Stala se hudební ikonou, získala mnohá ocenění jako Zpěvačka století nebo Žena 21. století. Její píseň Vyznanie zvítězila v anketě Hit století a je asi nejemotivnější skladbou v historii slovenského popu. Je nazývána nekorunovanou královnou slovenské populární hudby a právem patří mezi nejvýraznější osobnosti slovenské kultury.

## Diskografie

### Sólová diskografie
- 1979 – Dievča do dažďa
- 1981 – Môj malý príbeh
- 1982 – Slnečný kalendár
- 1983 – Mince na dne fontán
- 1984 – No. 5
- 1986 – Voľné miesto v srdci
- 1987 – Ateliér duše
- 1990 – Kam idú ľudia?
- 1994 – Zostaň

### Sólová diskografie (anglicky)
- 1981 – Rainy Day Girl
- 1984 – My friend the Tree
- 1985 – No. 5

### Modus s Marikou Gombitovou
- 1979 – Modus
- 1980 – Modus (anglická verze)
- 1980 – Balíček snov
- 1981 – 99 zápaliek
- 1983 – Záhradná kaviareň

### Singly
- 1977 – Úsmev / Deň ako z pohľadnice
- 1977 – Boľavé námestie / Ty vieš, mama
- 1978 – Študentská láska (orchester G. Broma) / Podnájom
- 1978 – Študentská láska (skupina Vivat) / Podnájom
- 1979 – Vyznanie / Malý veľký vlak
- 1980 – Kufor a šál / Nostalgia
- 1980 – Domy na zbúranie / Vieš byť zlá
- 1980 – Svet stromov / Tajomstvo hier
- 1981 – Klaun z domu č. 6 / V slepých uličkách
- 1981 – Cirkusový kôň / Deň letí
- 1981 – Chcem sa s tebou deliť / Výmeny
- 1982 – Srdcia dievčat / Slnečný kalendár
- 1983 – Aký som / Záhradná kaviareň
- 1986 – Nenápadná / Mami, mami
- 1987 – Slávnosť úprimných slov (EP)
- 1990 – Tváre pred zrkadlom / Ave Maria
- 1994 – Paradiso / Peklo milencov (promo)
- 2000 – Prosba (promo)
- 2001 – Nespáľme to krásne v nás (promo)
- 2005 – Tajnosľubná (promo)
- 2007 – Tak som chcela všetkých milovať (promo)
- 2015 – Ten príbeh za náš sen stál

### Televize
- 1978 – Smoliari – nazpívala ústřední postavu, kterou hrála Alena Michalidesová
- 1981 – Neberte nám princeznú – hrála hlavní postavu Katku

## Ocenění

### Bratislavská lyra
- 1977 – zlatá (s Modusem)
- 1978 – 2× zlatá (v domácí i mezinárodní soutěži)
- 1979 – stříbrná
- 1980 – bronzová (s Jánem Lehotským)

### Zlatý slavík
- 1979 – 3. místo
- 1980 – 2. místo
- 1981 – 3. místo
- 1982 – 2. místo
- 1983 – 2. místo

### Slovenský Slávik
- 1997 – 1. místo (první ročník ankety po rozpadu ČSFR; pořadatel agentura Oklamcak)
- 1998 – 1. místo (pořadatel agentura Oklamcak)
- 1998 – 2. místo (první oficiální anketa; spojení ag. Oklamcak + Forza)

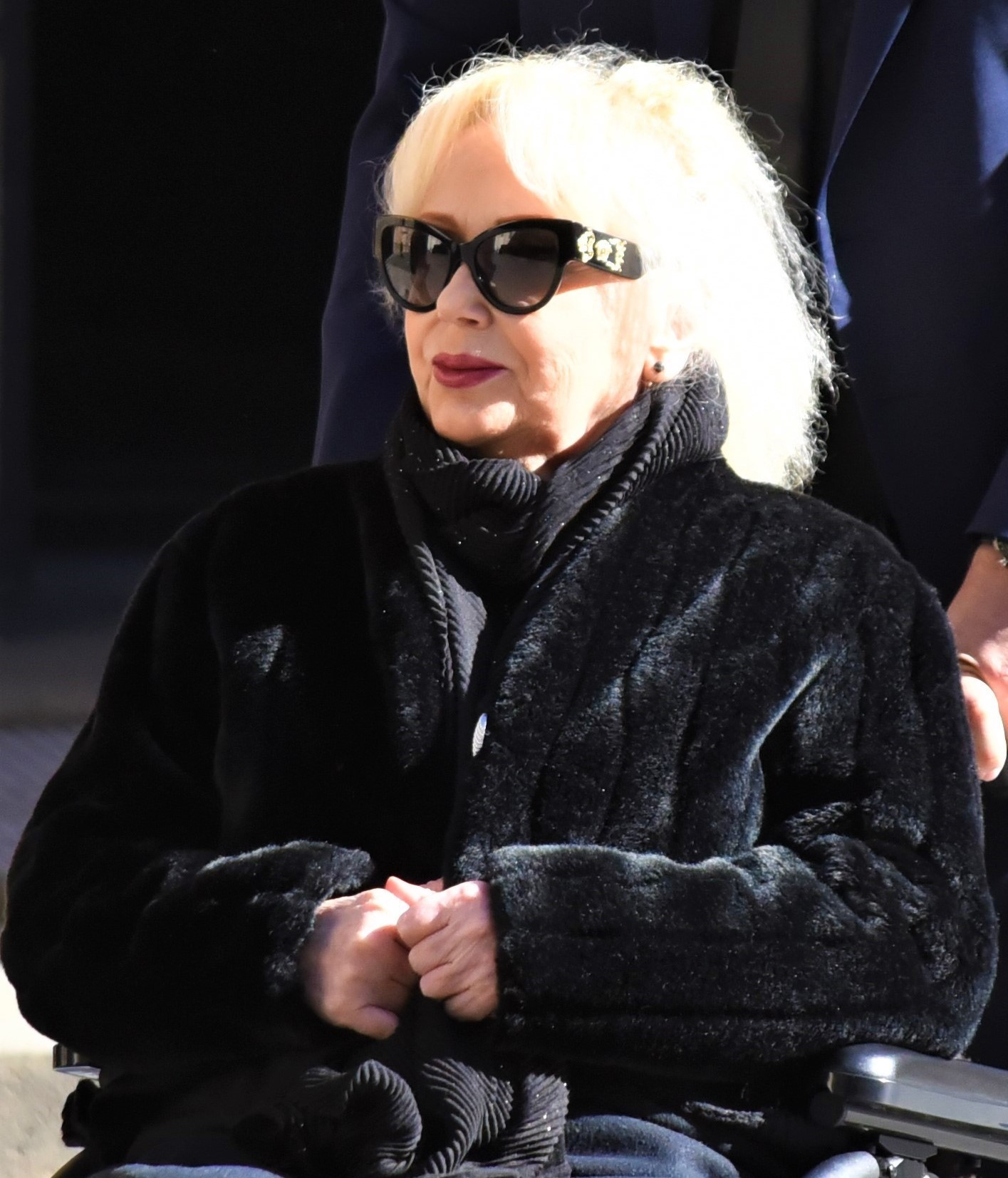
V Praze v roce 2019 na pohřbu Karla Gotta

- 1999 – 3. místo
- 2000 – 2. místo
- 2001 – 2. místo
- 2002 – 2. místo
- 2005 – 2. místo
- 2006 – 3. místo

### Český Slavík – Slavíci bez hranic
- 2010 – 3. místo

### OTO v kategorii Zpěvačka
- 2000 – 3. místo
- 2001 – 1. místo
- 2005 – 2. místo
- 2014 – 2. místo

### Další
- 1978 – Cena Státního výboru pro rozhlas při Radě ministrů NDR
- 1980 – zlato na Mezinárodním festivalu Intervize v polských Sopotech
- 1983 – Pamětní medaile Slovkoncertu
- 1984 – Zlatý erb Opusu (za album Mince na dne fontán)
- 1986 – Hlavní cena Ministerstva kultury a cena diváků (za koncertní program)
- 1989 – Zlatá medaile za celoživotní přínos k rozvoji kultury na Slovensku
- 1996 – Grand Prix ZAI '95 za celoživotní přínos a rozvoj slovenské populární hudby
- 1996 – Zlatá nota
- 1998 – čestné členství V-klubu '98
- 2000 – Zpěvačka století
- 2007 – Hit století (píseň Vyznanie)
- 2007 – Čestné občanství obce Turany nad Ondavou
- 2008 – Žena 21. století
- 2013 – Cena festivalu Andyho Warhola (za šíření slovenské kultury v zahraničí)
- 2014 – Čestné občanství města Stropkov
- 2015 – uvedení do Síně slávy (Anketa OTO 2014)
- 2015 – mimořádné ocenění za celoživotní přínos pro Slovensko v anketě Slovenka roka
- 2017 – Cena za šíření dobrého jména a propagaci obce Turany nad Ondavou
- 2018 – Pribinův kříž[4] 1. třídy (za mimořádné zásluhy o kulturní rozvoj Slovenské republiky v oblasti populární hudby)
- 2018 – Velká cena SOZA (za celoživotní dílo)